# Sanditon
Sanditon er en britisk historisk drama-tv-serie tilpasset af Andrew Davies fra et ufærdigt manuskript af Jane Austen og med Rose Williams, Crystal Clarke, Theo James og Ben Lloyd-Hughes i hovedrollerne. Handlingen foregår under Regency-æraen og følger en ung og naiv heltinde, mens hun navigerer i den nye badeby Sanditon.

## Medvirkende
- Rose Williams som Charlotte Heywood
- Kate Ashfield som Mary Parker
- Crystal Clarke som Georgiana Lambe
- Turlough Convery som Arthur Parker
- Jack Fox som Sir Edward Denham
- Kris Marshall som Tom Parker
- Anne Reid som Lady Denham
- Lily Sacofsky som Clara Brereton
- Charlotte Spencer som Esther, Lady Babington (født Denham)